# Berg aan de Heuvelsweg
De Berg aan de Heuvelsweg is het restant van een middeleeuws mottekasteel ten noorden van de Nederlandse stad Zierikzee, provincie Zeeland. De overgebleven heuvel is een rijksmonument.

## Geschiedenis
Het mottekasteel dateert waarschijnlijk uit de 11e eeuw. De opdrachtgever voor de aanleg zal een lokale ambachtsheer zijn geweest. Waarschijnlijk is de motte nog vóór 1300 in onbruik geraakt. De heuvel was echter ook na het verdwijnen van de bebouwing nog in handen van aanzienlijke personen, zoals Rochus Hoffer (1615-1671) en de familie De Jonge van Ellemeet in de 19e eeuw.
In 1757 werd de heuvel aangeduid als de 'eerste berg': het was namelijk de eerste berg op de route van Zierikzee naar Schouwen. Ook in later tijden behield de heuvel deze bijnaam.
Tijdens de Tweede Wereldoorlog heeft het Duitse leger militaire bouwwerken bij de heuvel geplaatst. In september 1942 werd begonnen met de bouw. In een schuurtje werd een generator geplaatst en op de heuvel stond een schijnwerper. Alles werd weer afgebroken toen Schouwen-Duiveland in 1944 werd geïnundeerd. De locatie zou bedoeld kunnen zijn als lanceerinstallatie voor de in ontwikkeling zijnde V2-raket.
Tijdens de Watersnoodramp van 1953 bleef de heuvel boven water uitsteken, maar hij raakte wel beschadigd door de golfslag. Nadien is de schade hersteld door heuvel met een halve meter op te hogen.

## Beschrijving
Aan de zuidzijde van de omgrachte motteheuvel met het kasteel lag de eveneens omgrachte voorburcht. Daar bevonden zich de boerderij en bijgebouwen.
De huidige heuvel is ongeveer drie meter hoog en heeft een doorsnee van 35 meter, terwijl de bovenzijde een doorsnee van 7,5 meter heeft. De waterpoel naast de heuvel is mogelijk een restant van de omgrachting. In 2004 zijn aan de noordoostzijde van de heuvel resten gevonden die wijzen op stenen bebouwing. Aan de zuidzijde is een hoeveelheid van voornamelijk 12e-eeuws Paffrath-aardewerk aangetroffen.
De heuvel is een rijksmonument en staat als 'vluchtberg/kasteelberg' geregistreerd.
Aldegonde · Kasteel van Axel · Baarland · Baarsdorp · Barbestein · Biervliet · Bieweg · Blodenburg · Huis der Boede · Brijdorpe · Bruëlis · 't Burchtje · Burggravensteen · Buttinge · Coxijde · Crayenstein · Duinbeek · Duivelsberg · Ellewoutsdijk · Filippenburg · Geersdijk · Gistellis · Gravenhof · Slot Haamstede · Kasteel Hellenburg · Herkestein · Heuvelsweg · Hoge Huis · Ter Hooge · Hoogkamer · Kats · Kind van Trente · Kleverskerke · Kortgene · Kreke · Kruiningen · Laterdale · Lodijke · Maalstede (Hulst) · Maalstede (Kapelle) · Magdalon · Hof Ter Moere · Moermond · Te Mortiere · Muiden · Hof ter Nisse (Nisse) · Hof ter Nisse (Ossenisse) · Oostende · Oostende (Goes) · Oosterstein · Poelvoorde · Poortvliet · Popkensburg · De Pottere · Poucques · Pronkenburg · Ravenstein · Saeftingher Slot · Kasteel van Sint-Maartensdijk · Schengen · Sluis · Smallegange · Stavenisse · Tolhuis van Iersekeroord · Huus ter Tolne · Torenberg · Torenhoeve · Toren van Bourgondië · Troye · Valkenisse · Vinninghen · Vlissingen · Voorhoute · Waarde · Watervliet · Weldamme · Welland · Huis te Werf · Te Werve · Westenschouwen · Westhove · Westkerke · Windenburg · Zandenburg · Zwanenburg